# (3661) Dolmatovskij
(3661) Dolmatovskij es un asteroide perteneciente al cinturón de asteroides, descubierto el 16 de octubre de 1979 por Nikolái Stepánovich Chernyj desde el Observatorio Astrofísico de Crimea (República de Crimea).

## Designación y nombre
Designado provisionalmente como 1979 UY3. Fue nombrado Dolmatovskij en honor al poeta soviético Evgenij Aronovich Dolmatovskij.